# Калішевський Григорій Аврамович
Григорій Аврамович Калішевський (нар. 1891 — ?) — історик, філолог, бібліограф.

## Біографія
Закінчив історичний факультет Санкт-Петербурзького Археологічного інституту в 1913.. Протягом 1913–1928 викладав у гімназіях, технікумах, інститутах Києва та Черкас. У 1921 −1922 був вченим бібліотекарем Черкаського інституту народної освіти, викладачем на кафедрі української літератури.
Вільно володів грецькою, латинською, німецькою, французькою, польською мовами.
Один з учасників створення в Києві «Спілки українських вчителів» (1917–1920), діяч автокефального руху в Україні (1921–1922), за що був засуджений до 10-ти років позбавлення волі. Реабілітований Генеральною прокуратурою України у 1992.

## Праці
- Калішевський Григорій // «Латинська граматика» (практичний курс — ч. 17), Київ — Відень, 1918 р.
- Бойків І., Ізюмов О., Калишевський Г., Трохименко М. Правописний словничок чужомовних слів. Харків — Київ, 1929, 96 с.